# Velika nagrada Tripolisa 1936
Velika nagrada Tripolisa 1936 je bila druga neprvenstvena dirka v sezoni 1936. Odvijala se je 10. maja 1936 v italijanskem mestu Tripolis, danes Libija. 

## Poročilo

### Pred dirko
Scuderia Torino se zaradi zelo hitrega dirkališča dirke ni udeležila, predvsem zaradi deficita pri moči motorjev, se je pa dirke udeležil Philippe Étancelin kot privatnik ter še nekaj dirkačev z Maseratiji. Zaradi loterije je bila štartna vrsta omejena na šestindvajset dirkačev, prepovedana je bila tudi sicer običajna udeležba rezervnih dirkačev. Alfred Neubauer, športni direktor Mercedes-Benza, je kljub temu na prostem treningu na stezo poslal svojega rezervnega dirkača Hermanna Langa, ki pa so mu uradniki ob progi kmalu pokazali črno zastavo. Nova različica Mercedesovega dirkalnika s krajšo medosno razdaljo se na tem hitrem dirkališču ni obnesla. Da bi odpravili podkrmarjenje dirkalnika, so na dirkalniku Rudolfa Caracciole poskusno namestili diferencial ZF. Tazio Nuvolari je na prostem treningu doživel hujšo nesrečo zaradi predrte pnevmatike. Ob trčenju ga je vrglo iz dirkalnika in utrpel je nekaj zlomljenih reber. Zdravniki so mu prepovedali nastop na dirki. 

### Dirka
Nuvolari se je kljub prepovedi zravnika dirke udeležil v rezervnem dirkalniku. Že kmalu po samem štartu so v ospredje prišli dirkači Auto Uniona, Mercedesovi po so bili v težavah. V težavah je bil Louis Chiron, Manfred von Brauchitsch je imel težave s črpalko za gorivo, v šestnajstem krogu je moral zaradi tega tudi odstopiti, tako Luigi Fagioli kot tudi Rudolf Caracciola pa sta imela težave z novim zavornim sistemom, zato niso mogli resneje ogroziti Auto Unionov. Vodil je Hans Stuck, ki je naredil že nekaj razlike do Achilla Varzija, Bernd Rosemeyer pa je moral odstopiti zaradi vžiga dirkalnika, kot se je pripetilo Stucku na lanski dirki. 
Nato je športni direktor Auto Uniona, Karl Feuereissen, dal Stucku ukaz naj upočasni, Varziju pa naj pospeši. Varzi je postavil najhitrejši krog in tik pred štarno-ciljno črto prehitel presenečenega Stucka. Oba dirkača sta bila besno, ki sta izvedela resnico. Varzi, ki ni naredil ničesar napak, je bil ponižan pred javnostjo, ko je guverner Libije, Italo Balbo, na slavnostni večerji nazdravil »resničnem zmagovalcu dirke, Stucku«. Nuvolari je končal kot sedmi z več zlomljenimi rebri in je po dirko en mesec okreval v domači oskrbi, Varzi pa se je potrt odpravil naravnost domov.

## Rezultati

### Štartna vrsta
| _______4_______ Stuck Auto Union 3:32      |                                        | _______3_______ Varzi Auto Union 3:31               |                                               | _______2_______ Chiron Mercedes-Benz 3:31 |                                             | _______1_______ Rosemeyer Auto Union 3:28 |
|                                            | _______7_______ Brivio Alfa Romeo 3:40 |                                                     | _______6_______ Caracciola Mercedes-Benz 3:38 |                                           | _______5_______ Fagioli Mercedes-Benz 3:37  |                                           |
| _______11_______ Cortese Alfa Romeo 3:58   |                                        | _______10_______ von Brauchitsch Mercedes-Benz 3:58 |                                               | _______9_______ Pintacuda Alfa Romeo 3:58 |                                             | _______8_______ Nuvolari Alfa Romeo 3:46  |
|                                            | _______14_______ Ghersi Maserati 4:01  |                                                     | _______13_______ Severi Alfa Romeo 4:01       |                                           | _______12_______ Tadini Alfa Romeo 4:00     |                                           |
| _______18_______ Battaglia Alfa Romeo 4:25 |                                        | _______17_______ Rüesch Maserati 4:09               |                                               | _______16_______ Étancelin Maserati 4:07  |                                             | _______15_______ Siena Maserati 4:03      |
|                                            | _______21_______ Rosa Alfa Romeo 4:40  |                                                     | _______20_______ Magistri Alfa Romeo 4:32     |                                           | _______19_______ Balestrero Alfa Romeo 4:25 |                                           |
| _______25_______ Sommer Alfa Romeo         |                                        | _______24_______ Taruffi Maserati                   |                                               | _______23_______ Soffietti Maserati       |                                             | _______22_______ Barbieri Maserati        |
|                                            |                                        |                                                     | ______26_______ Carraroli Maserati            |                                           |                                             |                                           |

### Dirka
| Poz | Št | Dirkač                  | Moštvo             | Dirkalnik          | Krogi | Čas/Odstop        | Št. m. |
| --- | -- | ----------------------- | ------------------ | ------------------ | ----- | ----------------- | ------ |
| 1   | 10 | Achille Varzi           | Auto Union         | Auto Union C       | 40    | 2:31:25,4         | 3      |
| 2   | 32 | Hans Stuck              | Auto Union         | Auto Union C       | 40    | + 4,4s            | 4      |
| 3   | 24 | Luigi Fagioli           | Daimler-Benz AG    | Mercedes-Benz W25K | 40    | + 2:13,0          | 5      |
| 4   | 18 | Rudolf Caracciola       | Daimler-Benz AG    | Mercedes-Benz W25K | 40    | + 3:31,0          | 6      |
| 5   | 36 | Carlo Pintacuda         | Scuderia Ferrari   | Alfa Romeo 8C-35   | 39    | +1 krog           | 9      |
| 6   | 16 | Mario Tadini            | Scuderia Ferrari   | Alfa Romeo 12C-36  | 39    | +1 krog           | 12     |
| 7   | 48 | Antonio Brivio          | Scuderia Ferrari   | Alfa Romeo 12C-36  | 39    | +1 krog           | 7      |
| 8   | 20 | Tazio Nuvolari          | Scuderia Ferrari   | Alfa Romeo 12C-36  | 39    | +1 krog           | 8      |
| 9   | 30 | Louis Chiron            | Daimler-Benz AG    | Mercedes-Benz W25K | 37    | +3 krogi          | 2      |
| 10  | 40 | Giovanni Battaglia      | Privatnik          | Alfa Romeo P3      | 32    | +8 krogov         | 18     |
| 11  | 12 | Constantino Magistri    | Privatnik          | Alfa Romeo Monza   | 27    | +13 krogov        | 20     |
| Ods | 60 | Franco Cortese          | Privatnik          | Alfa Romeo P3      | 32    | Motor             | 11     |
| Ods | 34 | Philippe Étancelin      | Privatnik          | Maserati V8RI      | 13    | Posoda za olje    | 16     |
| Ods | 46 | Bernd Rosemeyer         | Auto Union         | Auto Union C       | 18    | Požar             | 1      |
| Ods | 26 | Manfred von Brauchitsch | Daimler-Benz AG    | Mercedes-Benz W25K | 16    | Črpalka za gorivo | 10     |
| Ods | 22 | Hans Rüesch             | Privatnik          | Maserati 6C-34     | 13    |                   | 17     |
| Ods | 56 | Raymond Sommer          | Privatnik          | Alfa Romeo P3      | 13    |                   | 25     |
| Ods | 58 | Archimede Rosa          | Scuderia Maremmana | Alfa Romeo Monza   | 6     |                   | 21     |
| Ods | 52 | Ferdinando Barbieri     | Privatnik          | Maserati 8CM       | 5     |                   | 22     |
| Ods | 54 | Francesco Severi        | Scuderia Maremmana | Alfa Romeo P3      | 4     |                   | 13     |
| Ods | 8  | Luigi Soffietti         | Privatnik          | Maserati 8CM       | 4     |                   | 23     |
| Ods | 44 | Pietro Ghersi           | Scuderia Torino    | Maserati 4C        | 3     |                   | 14     |
| Ods | 4  | Eugenio Siena           | Scuderia Torino    | Maserati 4C        | 1     |                   | 15     |
| Ods | 28 | Renato Balestrero       | Scuderia Maremmana | Alfa Romeo 8C-35   | 1     |                   | 19     |
| Ods | 42 | Guglielmo Carraroli     | Scuderia Torino    | Maserati 8CM       | 1     |                   | 26     |
| Ods | 14 | Piero Taruffi           | Privatnik          | Maserati 8CM       | 0     |                   | 24     |
| DNS | 6  | László Hartmann         | Privatnik          | Maserati 6C-34     |       |                   |        |
| DNS | 38 | Carlo Felice Trossi     | Scuderia Torino    | Maserati V8RI      |       |                   |        |
| DNS | 50 | Goffredo Zehender       | Scuderia Torino    | Maserati V8RI      |       |                   |        |
| DNS | 2  | Giuseppe Farina         | Scuderia Ferrari   | Alfa Romeo 8C-35   |       |                   |        |